# Arachnocephalus putridus
Arachnocephalus putridus är en insektsart som först beskrevs av Karsch 1896.  Arachnocephalus putridus ingår i släktet Arachnocephalus och familjen Mogoplistidae. Inga underarter finns listade i Catalogue of Life.